# Costume au XIIe siècle
 (janvier 2018).
Si vous disposez d'ouvrages ou d'articles de référence ou si vous connaissez des sites web de qualité traitant du thème abordé ici, merci de compléter l'article en donnant les références utiles à sa vérifiabilité et en les liant à la section « Notes et références ».

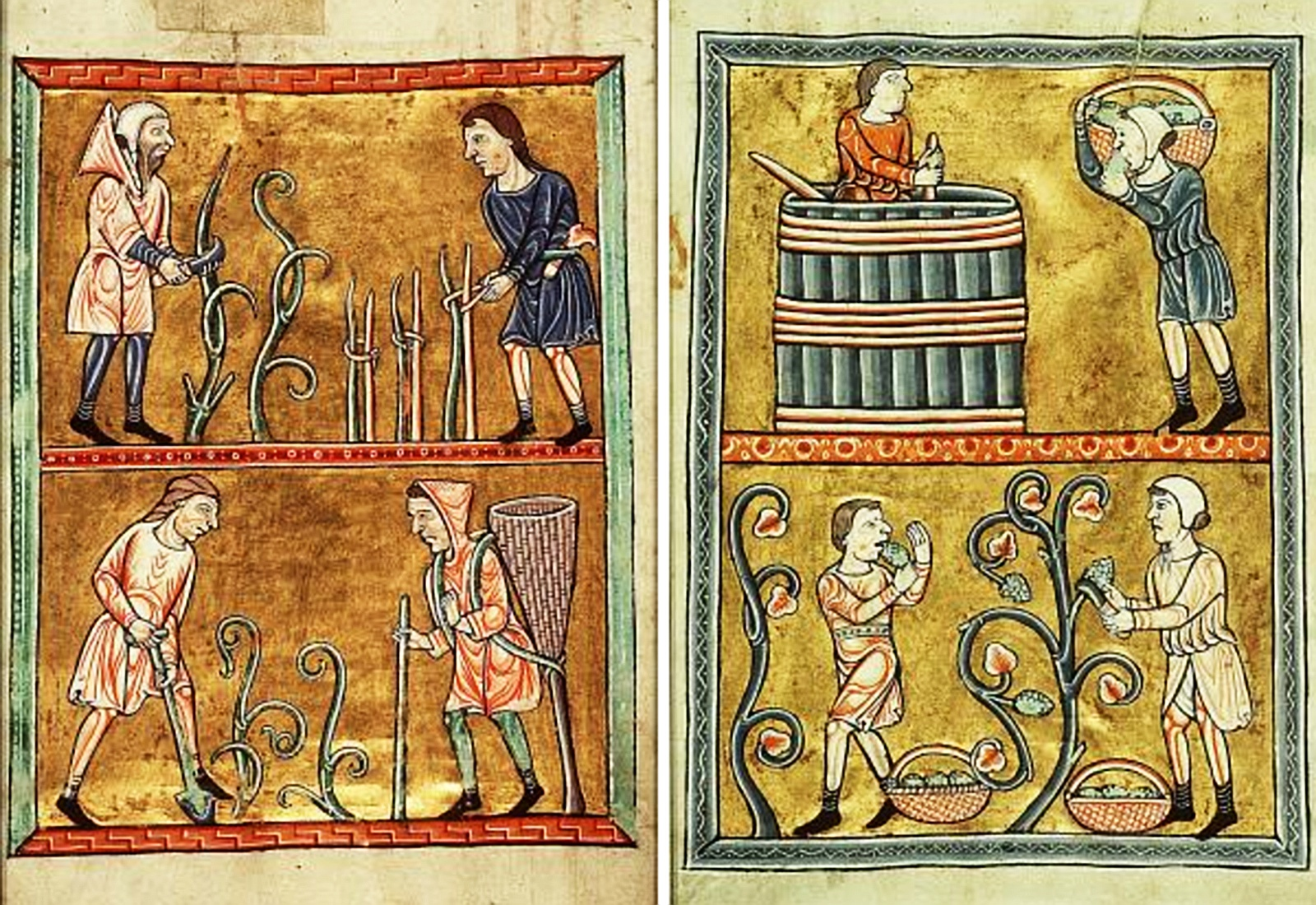
Travaux de la vigne et du vin, illustrations d'un psautier vers 1180.

Les costumes au XIIe siècle en Europe étaient simples et ne se différencient que par des détails de l'habillement des siècles précédents. Les hommes portaient des tuniques jusqu'au genou, pour la plupart des activités, et les hommes des classes supérieures des tuniques longues, avec manteaux ou capes. Les femmes portaient de longues tuniques ou des robes. Un ajustement des jupes près du corps et les longues manches évasées sont des caractéristiques de la mode de la classe supérieure de l’époque.

## Tendances générales

### Vue d'ensemble
Comme dans les siècles précédents, deux styles de robes ont existé pour les hommes : une courte (au genou), costume découlant d'une fusion de la robe de tous les jours du dernier Empire romain et des tuniques courtes portées par les invasions barbares, et une longue (à la cheville), descendue de l'habillement des classes supérieures romaines, influencée par la robe byzantine.

### Tissus et fourrures
La laine est restée le tissu premier pour les vêtements de toutes les classes sociales, tous les sous-vêtements étaient en lin, ce qui était plus doux sur la peau et pouvait être lavé et blanchi. La soie, bien que très coûteuse, était déjà disponible pour les gens riches. Les soies de Byzance ont été échangées à Pavie par la voie de Venise, et les soies de l'Andalousie atteignaient la France via l'Espagne. Dans la dernière décennie du siècle précédent, la conquête normande de l'Italie du Sud et la première croisade avaient ouvert des voies supplémentaires des tissus de l'Est et des influences de style en Europe.

### Bliaut
Une nouvelle mode française pour les hommes et les femmes était le bliaud ou bliaut, une longue tunique avec des jupes. Plus tard, le bliaut a été modifié pour serrer le corps de l'épaule à la hanche, et la ceinture a été enroulée deux fois autour de la taille et nouée à l'avant de l'abdomen.